# Balch-Gletscher
Der Balch-Gletscher (in Chile Glaciar De Hoz) ist ein Gletscher an der Foyn-Küste des Grahamlands auf der Antarktischen Halbinsel. Er fließt in südöstlicher Richtung zum Mill Inlet, das er gemeinsam mit dem Alberts-Gletscher südlich des Gould-Gletschers erreicht.
Der Falkland Islands Dependencies Survey nahm zwischen 1946 und 1947 eine erste Vermessung des Gletschers vor. Eine damals vorgenommene Unterscheidung zwischen einem östlichen und einem westlichen Gletscherabschnitt, die gemeinsam eine Senke quer durch das Grahamland ausfüllen, erwies sich als Irrtum. Eine weitere Vermessung im Jahr 1957 ergab, dass es sich um zwei unabhängige Gletschersysteme handelt. Der hier beschriebene Gletscher wurde nach Edwin Swift Balch (1856–1927) benannt, US-amerikanischer Bergsteiger, Glaziologe und Antarktishistoriker. Bei dem zweiten Gletscher handelt es sich um den Drummond-Gletscher. Namensgeber der chilenischen Benennung ist der Konquistador Pedro Sánchez de la Hoz (1514–1547), den Karl V. 1539 zum Gouverneur aller Länder südlich der Magellanstraße ernannte.